# アビゲイル・ウォッシュバーン
アビゲイル・ウォッシュバーン（Abigail Washburn、1977年11月10日 - ）は、アメリカのクロウハンマー奏法のバンジョー奏者。彼女はソロプレイヤーとして演奏とレコーディングを行うほか、オールドタイムのバンドのアンクル・アール、スパロウ・カルテットや、実験的音楽のバンドThe Wu Forceで演奏を行っている。また、夫のベラ・フレックとのデュオでの活動も行う。

## 初期生活
ウォッシュバーンはエバンストン (イリノイ州)に生まれ 、小学校と中学校の途中までをワシントンD.C.で送る。ミネソタ州の高校へと進学後、コロラドカレッジに入学し、大学で初の東アジア専攻の学生となる。彼女はミドルベリー大学での集中講義で夏の間に中国語を学ぶ。その後、中国にしばらく居住し、弁護士になる夢を抱く。(中国へのはじめての訪問は1996年)。バーモントに帰り3年を過ごしたのち、ウォッシュバーンは弁護士になるための中国への渡航を計画する前に、南方へと旅行をした。彼女はBarre Centerで仏教の勉強をして、5日間の瞑想を行った。この人生を変えるような体験ののち、彼女はセンターを去り、自身の音楽家としての活動を始め、すぐにナッシュビルのレコード会社からオファーを受ける。

## アンクル・アール
テネシーで、彼女はアンクル・アールの創設メンバーとなるKC・グローブスと出会う。その後、彼女はバンドのツアーを5年間行う。"all G'earl"はラウンダー・レコードから、 "She Waits for the Night"(2005)と、のによってプロデュースされた"Waterloo, TN"(2007)の二枚のアルバムをリリース。

## Song of the Traveling Daughter

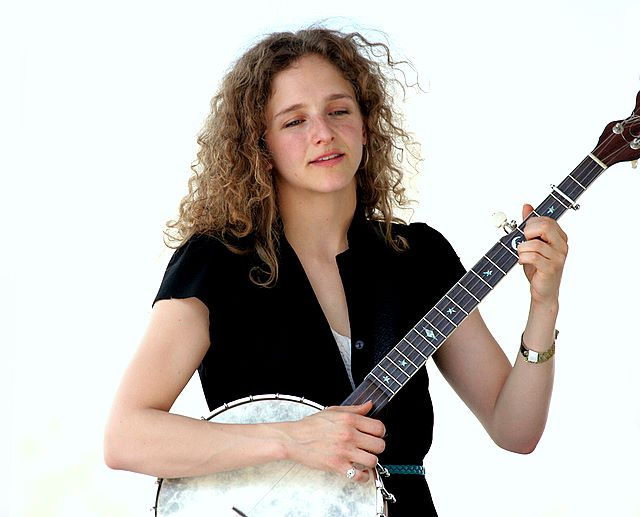
アビゲイル・ウォッシュバーン。2007年マールフェスにて。

ウォッシュバーンはノースカロライナ州で開かれるブルーグラスのフェスである、マール・フェスの作曲コンテストに参加し、"Rockabye Dixie"で二回戦を突破し、ネットワーク・レコード・レーベルの目をひく。
彼女の1stソロアルバムである"Song of the Traveling Daughter"は、ベラ・フレックによってプロデュースされ、チェロ弾きのベン・ソリーと、カナディアン・トラディショナル・ソウル・フュージョンバンド"The Duhks"のギタリストであるジョーダン・マクコネルが参加した。

## スパロウ・カルテット
アルバム"Abigail Washburn and the Sparrow Quartet"の中の二曲は、ウォッシュバーンが中国で学んできた官話語でレコーディングされた。

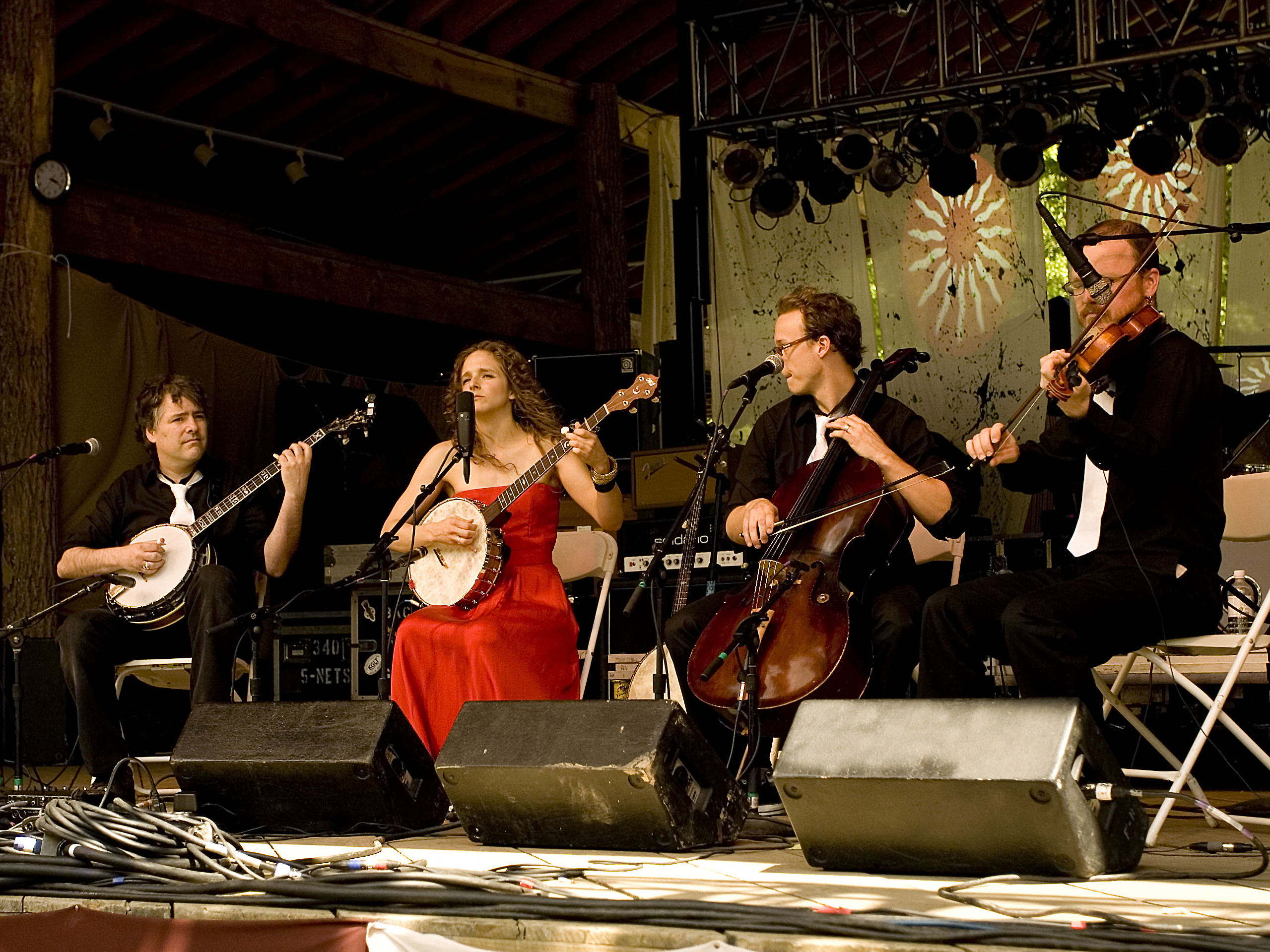
スパロウ・カルテット、アッシュビルでの演奏。2008年。

2005年、ウォッシュバーンはソリ―、フレック、グラミー賞受賞フィドラーのケイシー・ドリーセンからなるスパロウ・カルテットで中国に再び降り立つ。さらに彼らはEP"Abigail Washburn The Sparrow Quartet"をレコーディング。
アメリカ政府の要請で、スパロウ・カルテットは2006年にアメリカのバンド初となる、チベット公演を行う。また2008年のオリンピック開催中に北京でも演奏。また2008年には、6週の間、四川大学でアメリカンフォーク音楽の講師を行う。「大学の人たちは私に会った時に正確に教える事は出来ないって言ったわ。正確に伝えるために、全部の曲でジェスチャーを使うことになるかもしれないわね(笑)」と語った。同年、スパロウ・カルテットは", Abigail Washburn and the Sparrow Quartet"のレコーディングを完了。このアルバムはベラ・フレックによってプロデュースされ、メンバー四人によって作曲・編曲が行われた。
アルバムのリリース後、スパロウ・カルテットは北アメリカでのツアーを行うとともに、New Orleans Jazz & Heritage、マール・フェス、ボナルー・フェスティバル、バンクーバー・フォーク・フェスといったフェスで演奏した。 その後は再び中国に帰り、2008年のオリンピック開催中に北京での公演を果たす。その後、ナショナル・ジオグラフィックのライブに出演したり、2009年にはピート・シーガーの90歳のバースデー・コンサートであるClearwater Concertにも出演した。

## 震災後
2008年の四川大地震の支援経験に触発され、2009年5月にはShanghai Restoration Projectに参加し、Afterquakeという音楽プロジェクトを設立。震災1周年の2009年5月12日、チャリティーEPをリリース。二週間にわたって、ウォッシュバーンとDave Liangはプロジェクトのプロデュースとレコーディングを行った。これは学生の声と、震災地の音と演奏とをミックスするものである。

## City of Refuge
2010年の初め、ウォッシュバーンはタッカー・マーティンをプロデューサーに、コラボレーションアーティストにカイ・ウェルチを招き、二枚目のソロアルバムのレコーディングを行う。
ウォッシュバーンは彼女のバンド「ザ・ヴィレッジ」とともに、フフホトからウルムチに向かう、シルクロード・ツアーに乗り出した。また、ツアーのゴールは、素敵な音楽で交流をすることで、その土地との架け橋となり彼らとの違いを解消することであるとし、道中で演奏とコラボレーションを行うために立ち止った。アメリカ大使館と中国国際センターの支援によって、学校や、大学、映画館や万里の長城などで、のびのびと演奏をすることが出来た。また、その土地のミュージシャンとのコラボレーションも行った。その中には、漢民族、モンゴル民族、チベット民族、回族、ウイグル族のミュージシャンが含まれていた。一連の旅は映像化され、YouTubeで一般に公開されている。
2012年9月、ウォッシュバーンは"30 songs / 30 Days"キャンペーンで、Nicholas KristofやSheryl WuDunn’s bookによるマルチ・プラットフォームのメディアプロジェクト"Half the Sky: Turning Oppression into Opportunity for Women Worldwide"をサポートした。

## ポスト・アメリカン・ガル
2013年春、ウォッシュバーンの初めての劇作「ポスト・アメリカン・ガル」が、5月28日～30日の間、パブリックシアターの"Joe’s Pub"で、ニューヨーク・ヴォイスの一部として公演された。

## ウー・フォース
ウー・フォースは2011年の終わりに北京のクラブ「愚公移山」（Yugong Yishan music club）で初のステージを飾り、2014年の初めに再び北京での演奏を行った。ウー・フォースは2013年5月3日に、TEDxUNCのアメリカン・グローバル・サウス集会に登場し、"Floating"を演奏した。 2014年1月12日、ウー・フォースはニューヨークのグローバル・フェスで演奏した。個の演奏によって、"カンフー・アパラチアン・アバンギャルド・フォーク・ロック・バンド"としてアメリカデビューを果たした。バンドには多楽器奏者のカイ・ウェルチ、中国古筝奏者のウー・フェイも参加している。ニューヨークでの演奏に加えて、トリオでナッシュビルで演奏したほか、レコーディングをしながら、アメリカツアーを行う予定もある。 トリオは2014年の9月にシカゴ国際音楽祭での演奏も行った。

## フレックとウォッシュバーン
2013年の5月にはフレックとの間に長男が生まれ、ウォッシュバーンは新しいキャリアに差し掛かっている。彼らは2013年8月から、デュオでのツアーをはじめた。1年後、Rounder Recordから、彼らの歌声とバンジョーのみで構成されたデュオ初となるアルバムをリリースすると発表。レコーディングは自宅で行われ、プロデュースも自ら行った。このアルバムは、ビルボードのブルーグラスチャートで1位を飾った。

## 生活
ウォッシュバーンはバンジョー弾きのベラ・フレックと結婚している。二人はナッシュビルでのスクエアダンスで出会い、彼女は踊り、フレックは演奏を行っていた。2007年8月、ウォッシュバーンとフレックの交際が報じられた。2009年5月、the Bluegrass Intelligencerのウェブサイトに、ドリーセンの「二人の間には、「聖なるバンジョーの皇帝」となる運命の後継者が約束されているね」というジョークが掲載された。2010年2月、The Aspen Timesは二人の婚約を報じた。 2013年5月19日日曜日、ナッシュビルにて二人の間に男子が生まれる。

## 活動
ウォッシュバーンは、24人の革新的で創造的な思想家たちと共に、2012年にロングビーチで開かれたTEDに出演し、アメリカと中国の関係に関するスピーチを行った。2013年11月18日、中国におけるアメリカ文化大使としての働きと、同大学のアメリカ・中国センターへの貢献を評価され、ヴァンダービルト大学における初のアメリカ・中国・センター賞を授与された。

## ディスコグラフィ
| Title                                                             | Album details                                            | Peak chart positions | Peak chart positions | Peak chart positions | Peak chart positions |
| Title                                                             | Album details                                            | US Grass             | US                   | US Heat              | US Folk              |
| ----------------------------------------------------------------- | -------------------------------------------------------- | -------------------- | -------------------- | -------------------- | -------------------- |
| She Waits for Night ( as a member of Uncle Earl)                  | - Release date: 2005年7月19日 - Label: Rounder Records   | 6                    | —                    | —                    | —                    |
| Song of the Traveling Daughter                                    | - Release date: 2005年8月2日 - Label: Nettwerk Records   | 3                    | —                    | —                    | —                    |
| The Sparrow Quartet EP                                            | - Released date: 2006年5月29日 - Label: Nettwerk Records | —                    | —                    | —                    | —                    |
| Waterloo, Tennessee ( as a member of Uncle Earl)                  | - Release date: 2007年3月13日 - Label: Rounder Records   | 2                    | —                    | —                    | —                    |
| Abigail Washburn & The Sparrow Quartet (with the Sparrow Quartet) | - Released date: 2008年5月20日 - Label: Nettwerk Records | 1                    | —                    | —                    | —                    |
| Afterquake (with Shanghai Restoration Project)                    | - Released date: 2009年5月5日 - Label: Afterquake Music  | —                    | —                    | —                    | —                    |
| City of Refuge                                                    | - Release date: 2011年1月11日 - Label: Rounder Records   | 2                    | —                    | 9                    | —                    |
| Béla Fleck & Abigail Washburn (with Béla Fleck)                   | - Release date: 2014年10月7日 - Label: Rounder Records   | 1                    | 118                  | 3                    | 8                    |
| Banjo Banjo (EP) (with Béla Fleck)                                | - Release date: 2015年8月1日 - Label: Rounder Records    | 13                   | —                    | —                    | —                    |
| "—" denotes releases that did not chart                           |                                                          |                      |                      |                      |                      |

### 音楽の試聴
- Abigail Washburn at NPR Music
- Audio interview from National Public Radio Morning Edition program
- Audio samples from Song of the Traveling Daughter